# Robert De Bondt
Robert De Bondt (Puurs, 18 september 1911 – Ottignies, 13 juli 1992) was een lid van het Belgisch verzet in de Tweede Wereldoorlog.

## Biografie
De Bondt was een kantoorbediende.
In 1940 was hij een van de oprichters van De Zwarte Hand, een beweging die eind 1941 quasi volledig werd opgerold. Hijzelf werd aangehouden op 17 oktober 1941.
Vervolgens volgde de opsluitingen in verschillende gevangenissen en concentratiekamp: op 17 oktober werd hij opgesloten in de gevangenis van Mechelen, en kort erna ondervraagd in het Fort van Breendonk. Via tussenstops in de gevangenissen van Antwerpen en Brussel werd hij op 29 juni 1942 gedeporteerd naar nazi-Duitsland en Polen. Hij verbleef achtereenvolgens in Wuppertal, Kamp Esterwegen, Kamp Börgermoor, Groß Strehlitz, Laband en Buchenwald, en werd in mei 1945 bevrijd nadat hij met een dodentrein naar Theresiënstadt werd vervoerd.
Na de oorlog werd hij lid van verschillende vaderlandslievende verenigingen.

## Onderscheidingen
- Officier in de Leopoldsorde
- Ridder in de Kroonorde
- Ridder in de Orde van Leopold II
- Oorlogskruis met palm
- Kruis van politiek gevangene met 8 sterren